# 第36回シカゴ映画批評家協会賞
第36回シカゴ映画批評家協会賞（だい36かいシカゴえいがひひょうかきょうかいしょう、36th Chicago Film Critics Association Awards）は、2023年の映画を対象とした映画賞。2023年12月8日にノミネート作品が発表され、同月12日に受賞作品が発表された。
最多ノミネート作品は『キラーズ・オブ・ザ・フラワームーン』『オッペンハイマー』『哀れなるものたち』の10部門であり、『バービー』の9部門、『メイ・ディセンバー ゆれる真実』の7部門が続いた。最多受賞作品は『オッペンハイマー』『キラーズ・オブ・ザ・フラワームーン』『メイ・ディセンバー ゆれる真実』の3部門であり、『ホールドオーバーズ 置いてけぼりのホリディ』『哀れなるものたち』の2部門が続いた。

## 受賞一覧
| 作品賞 | 監督賞 |
| --- | --- |
| - 『キラーズ・オブ・ザ・フラワームーン』 - 『バービー』 - 『メイ・ディセンバー ゆれる真実』 - 『オッペンハイマー』 - 『哀れなるものたち』 | - クリストファー・ノーラン - 『オッペンハイマー』 - グレタ・ガーウィグ - 『バービー』 - トッド・ヘインズ - 『メイ・ディセンバー ゆれる真実』 - ヨルゴス・ランティモス - 『哀れなるものたち』 - マーティン・スコセッシ - 『キラーズ・オブ・ザ・フラワームーン』 |
| 主演男優賞 | 主演女優賞 |
| - ポール・ジアマッティ - 『ホールドオーバーズ 置いてけぼりのホリディ』：ポール - レオナルド・ディカプリオ - 『キラーズ・オブ・ザ・フラワームーン』：アーネスト・バークハート - キリアン・マーフィー - 『オッペンハイマー』：ロバート・オッペンハイマー - アンドリュー・スコット - 『異人たち』：アダム - ユ・テオ - 『パスト ライブス/再会』：ハエ・サング                | - エマ・ストーン - 『哀れなるものたち』：ベラ・バクスター - リリー・グラッドストーン - 『キラーズ・オブ・ザ・フラワームーン』：モーリー・バークハート - ザンドラ・ヒュラー - 『落下の解剖学』：サンドラ - ナタリー・ポートマン - 『メイ・ディセンバー ゆれる真実』：エリザベス - マーゴット・ロビー - 『バービー』：バービー                                                                       |
| 助演男優賞 | 助演女優賞 |
| - チャールズ・メルトン - 『メイ・ディセンバー ゆれる真実』：ジョー・ヨー - ロバート・ダウニー・ジュニア - 『オッペンハイマー』：ルイス・ストローズ - ライアン・ゴズリング - 『バービー』：ケン - グレン・ハワートン - 『ブラックベリー』：ジム・バルシリー - マーク・ラファロ - 『哀れなるものたち』：ダンカン・ウェダーバーン                                            | - ダヴァイン・ジョイ・ランドルフ - 『ホールドオーバーズ 置いてけぼりのホリディ』：メアリー - ジョディ・フォスター - 『ナイアド 〜その決意は海を越える〜』：ボニー・ストール - ザンドラ・ヒュラー - 『関心領域』：ヘートヴィク・ヘス - レイチェル・マクアダムス - 『神さま聞いてる? これが私の生きる道?!』：バーバラ・サイモン - ジュリアン・ムーア - 『メイ・ディセンバー ゆれる真実』：グレイシー |
| 脚本賞 | 脚色賞 |
| - サミー・バーチ - 『メイ・ディセンバー ゆれる真実』 - ジュスティーヌ・トリエ、アルチュール・アラリ - 『落下の解剖学』 - グレタ・ガーウィグ、ノア・バームバック - 『バービー』 - デヴィッド・ヘミングソン - 『ホールドオーバーズ 置いてけぼりのホリディ』 - セリーヌ・ソン - 『パスト ライブス/再会』                                                                     | - エリック・ロス、マーティン・スコセッシ - 『キラーズ・オブ・ザ・フラワームーン』 - ケリー・フレモン・クレイグ - 『神さま聞いてる? これが私の生きる道?!』 - クリストファー・ノーラン - 『オッペンハイマー』 - トニー・マクナマラ - 『哀れなるものたち』 - ジョナサン・グレイザー - 『関心領域』 |
| アニメ映画賞 | 外国語映画賞 |
| - 『君たちはどう生きるか』 - 『Leo』 - 『ロボット・ドリームズ』 - 『スパイダーマン:アクロス・ザ・スパイダーバース』 - 『ミュータント・タートルズ:ミュータント・パニック!』 | - 『関心領域』 - 『落下の解剖学』 - 『君たちはどう生きるか』 - 『ゴジラ-1.0』 - 『ありふれた教室』 |
| ドキュメンタリー映画賞 | 作曲賞 |
| - 『ココモ・シティ』 - 『実録 マリウポリの20日間』 - 『ビヨンド・ユートピア 脱北』 - 『至福のレストラン 三ツ星トロワグロ』 - 『STILL:マイケル・J・フォックス ストーリー』 | - ロビー・ロバートソン - 『キラーズ・オブ・ザ・フラワームーン』 - マーク・ロンソン、アンドリュー・ワイアット - 『バービー』 - ルドウィグ・ゴランソン - 『オッペンハイマー』 - ジャースキン・フェンドリックス - 『哀れなるものたち』 - ミカ・レヴィ - 『関心領域』 |
| 美術監督/プロダクションデザイン賞 | 衣装デザイン賞 |
| - 『バービー』 - 『アステロイド・シティ』 - 『キラーズ・オブ・ザ・フラワームーン』 - 『オッペンハイマー』 - 『哀れなるものたち』 | - ホリー・ワディントン - 『哀れなるものたち』 - ミレーナ・カノネロ - 『アステロイド・シティ』 - ジャクリーヌ・デュラン - 『バービー』 - ジャクリーン・ウェスト - 『キラーズ・オブ・ザ・フラワームーン』 - ステイシー・バタット - 『プリシラ』 |
| 編集賞 | 撮影賞 |
| - ジェニファー・レイム - 『オッペンハイマー』 - リー・チャータメーティクン - 『オール・ダート・ロード・テイスト・オブ・ソルト』 - エヴァン・シフ - 『ジョン・ウィック:コンセクエンス』 - セルマ・スクーンメイカー - 『キラーズ・オブ・ザ・フラワームーン』 - エディ・ハミルトン - 『ミッション:インポッシブル/デッドレコニング PART ONE』                                 | - ホイテ・ヴァン・ホイテマ - 『オッペンハイマー』 - ロバート・D・イェーマン - 『アステロイド・シティ』 - ロドリゴ・プリエト - 『キラーズ・オブ・ザ・フラワームーン』 - ロビー・ライアン - 『哀れなるものたち』 - ウカシュ・ジャル - 『関心領域』 |
| 視覚効果賞 | ミロス・シュテーリック・ブレイクスルー・フィルムメーカー賞 |
| - 『ゴジラ-1.0』 - 『バービー』 - 『ミッション:インポッシブル/デッドレコニング PART ONE』 - 『オッペンハイマー』 - 『哀れなるものたち』 | - セリーヌ・ソン - 『パスト ライブス/再会』 - カイル・エドワード・ボール - 『SKINAMARINK/スキナマリンク』 - レイヴァン・ジャクソン - 『オール・ダート・ロード・テイスト・オブ・ソルト』 - コード・ジェファーソン - 『アメリカン・フィクション』 - A・V・ロックウェル - 『A Thousand and One』 |
| 有望俳優賞 | |
| - チャールズ・メルトン - 『メイ・ディセンバー ゆれる真実』：ジョー・ヨー - アビー・ライダー・フォートソン - 『神さま聞いてる? これが私の生きる道?!』：マーガレット・サイモン - マイロ・マチャド＝グレイナー - 『落下の解剖学』：ダニエル - ドミニク・セッサ - 『ホールドオーバーズ 置いてけぼりのホリディ』：アンガス - ユ・テオ - 『パスト ライブス/再会』：ハエ・サング | |

## 内訳
| 数 | 作品名                                                  |
| -- | ------------------------------------------------------- |
| 10 | 『キラーズ・オブ・ザ・フラワームーン』                  |
| 10 | 『オッペンハイマー』                                    |
| 10 | 『哀れなるものたち』                                    |
| 9  | 『バービー』                                            |
| 7  | 『メイ・ディセンバー ゆれる真実』                       |
| 5  | 『関心領域』                                            |
| 4  | 『落下の解剖学』                                        |
| 4  | 『ホールドオーバーズ 置いてけぼりのホリディ』           |
| 4  | 『パスト ライブス/再会』                                |
| 3  | 『神さま聞いてる? これが私の生きる道?!』                |
| 3  | 『アステロイド・シティ』                                |
| 2  | 『オール・ダート・ロード・テイスト・オブ・ソルト』      |
| 2  | 『君たちはどう生きるか』                                |
| 2  | 『ゴジラ-1.0』                                          |
| 2  | 『ミッション:インポッシブル/デッドレコニング PART ONE』 |

| 数 | 作品名                                        |
| -- | --------------------------------------------- |
| 3  | 『オッペンハイマー』                          |
| 3  | 『キラーズ・オブ・ザ・フラワームーン』        |
| 3  | 『メイ・ディセンバー ゆれる真実』             |
| 2  | 『ホールドオーバーズ 置いてけぼりのホリディ』 |
| 2  | 『哀れなるものたち』                          |